# 咬合病
咬合病（こうごうびょう、英：Occlusal disease）とは、早期接触などの咬合の不調和に起因する顎口腔機能異常によりもたらされる種々の病態の総称とされている。すなわち、咬合病は、機能的不正咬合により引き起こされる病気の集団名称である。咬合病には、咀嚼筋と顎関節を構成する器官の疾患が含まれている。その他に不正咬合により引き起こされた歯の疾患すなわち垂直吸収が著しい歯周疾患や強い知覚過敏を伴う歯の破折もその範疇に入る。

## 歴史
咬合病は1963年、ギシェー（Niles F. Guichet）により命名された。命名された当初、咬合病の発症原因について議論された。1970年、Guichetは、早期接触について言及し、下顎を変位させる咬合の不調和を修正する治療を提起した。さらに、発症の主因は咬合の不調和にある一方で誘因として情緒的あるいは精神的緊張が関係しているとの主張がなされた。保母須弥也 は、両者のいずれかが欠如すると咬合病は発症しないとした。現在では、早期接触による下顎の非機能運動が咬合病の発症に深く関与し、咬合病の治療は早期接触の解消が適切とされている。

## 症状
咬合病は、単一の疾患ではなく、障害を受けている器官と病態が異なる複数の疾患が含まれていることから、症状はそれぞれの疾患により異なる。一方、咬合病が疑われる場合の症状としては「顎関節とその周囲の痛みや違和感」「開口障害」「顎を動かしたときの痛みや雑音」「頭痛」「めまい」などがある。また、咬合病の症状には、軽度な違和感から死んだ方がましと思うほどの強烈な痛みまで存在する。症状の多様性からも、咬合病には障害を受けている器官と病態が異なる複数の病気が含まれていると考えるのが妥当である。

## 原因
かつて、咬合病の誘因として精神的緊張が関与しているとの主張が議論されたことがあった。しかし、現在ではそのことを主張する研究者は少ない。
現在、咬合病の原因は咬合の不調和とされ、咬合病が疑われる患者に対して咬合分析と咬合診断が行われ、原因となる咬合不調和の状態を明らかにすることが重要視されている。

## 治療
咬合病の原因を確定するために咬合分析と咬合診断が行われる。咬合診断に基づき、適切な咬合改善方法を選択することになる。咬合改善方法としてよく選択される治療方法には、咬合調整とオーラルリハビリテーション（後述）がある。Dawsonは、矯正治療あるいは外科手術も選択肢として加えるべきであるとしている。しかし、実際にはそれらが選択されることは少ない。

### 咬合調整
咬合病治療の咬合調整は、患者の咬合分析と診断に基づき、どの歯のどの部分をどの程度削合するかが明らかにされ、最終的な治療目標が設定されてから着手する。したがって、咬合病治療の咬合調整には、患者の咬合分析と咬合診断を欠かすことができない。また、咬合面削合に際しては、咬合干渉部の上下顎どちらか一方を選択して削合することになり、術式が複雑で難しいことになる。

### オーラルリハビリテーション
オーラルリハビリテーションは、咀嚼器官の形態と機能の回復を目的として顎関節と歯列を調和させる治療方法である。おもに多数の歯冠補綴に対して理想的な咬合面を付与する治療が中心となる。

### スプリント療法
スプリント療法は、咬合病の症状を一時的に改善する方法として選択されることがある。瞬時に適切な咬合関係を設定できることから、その治療効果は即効的である。しかし、一時的症状改善として有効であっても、咬合病を完治させることはできない。一方、スプリント療法は、中心位の採得が困難な咬合病の患者さんに対する診察用装置として用いられる。

## 咬合病に含まれる疾患
咬合病に含まれる疾患は、全てが明らかにされているわけではない。そのうち、Dawsonの著書に登場し国際的に認知されている疾患は、以下の通りである。

### 変形性顎関節症
変形性顎関節症は、顎関節を構成する軟骨や骨の変性性疾患である。診断は、X線写真により、関節結節の平坦化や骨の反応性増殖による骨棘、あるいは本来柔らかい組織が骨化した像が認められることなど、顎関節の構成要素に器質的変性を伴う場合、この疾患名が付けられる。

### 外側翼突筋の障害（仮称）
就寝時の歯ぎしりなどにより、外側翼突筋が断続的に強く収縮した結果、同筋が強く疲労し障害を受けることがある。この場合、不正咬合の状態など原因が明らかとなり診断が確定し、その診断に基づいた治療方法が選択することができれば、予後は良好である。この疾患が軽症の段階は、「筋肉疲労」の状態である。重症化すると「腱鞘炎」の状態になる。

### 円板後部組織の障害（仮称）
おもに関節円板を後方から支えている円板後部組織が何らかの原因により障害を受けて、関節円板が前方に転位した場合にこの疾患名が付けられる。円板後部組織の障害には、関節円板が前方に転位した状態により、復位型関節円板前方転位と非復位型関節円板前方転位に分けられる。治療は、関節円板の整復が図られ、整復された状態を固定・維持する治療が施される。治療は長期間に渡ることが多い。

### その他
咬合の不調和により引き起こされた歯の疾患（垂直吸収が著しい歯周疾患、強い歯髄炎を伴う歯の破折）は、咬合病の範疇に入る。